# St. Joseph (Chemnitz)

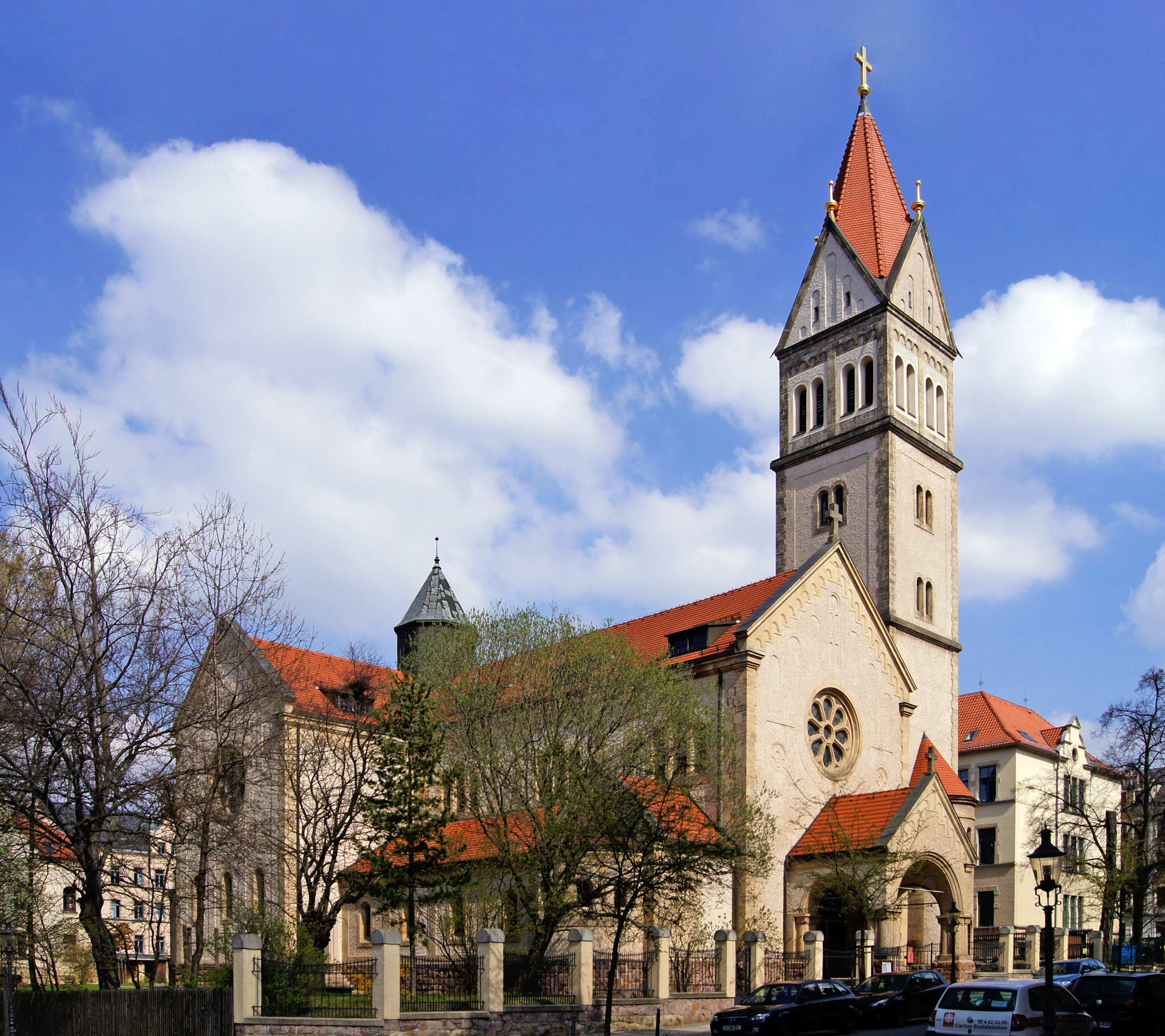
St. Joseph

St. Joseph ist die römisch-katholische Kirche im Chemnitzer Stadtteil Sonnenberg in Sachsen. Die nach dem heiligen Josef von Nazaret benannte Kirche gehört zur Pfarrei Hl. Mutter Theresa mit Sitz in Chemnitz, im Dekanat Chemnitz des Bistums Dresden-Meißen. Das Kirchengebäude steht als Baudenkmal unter der Erfassungsnummer 09202860 unter Denkmalschutz.

## Geschichte

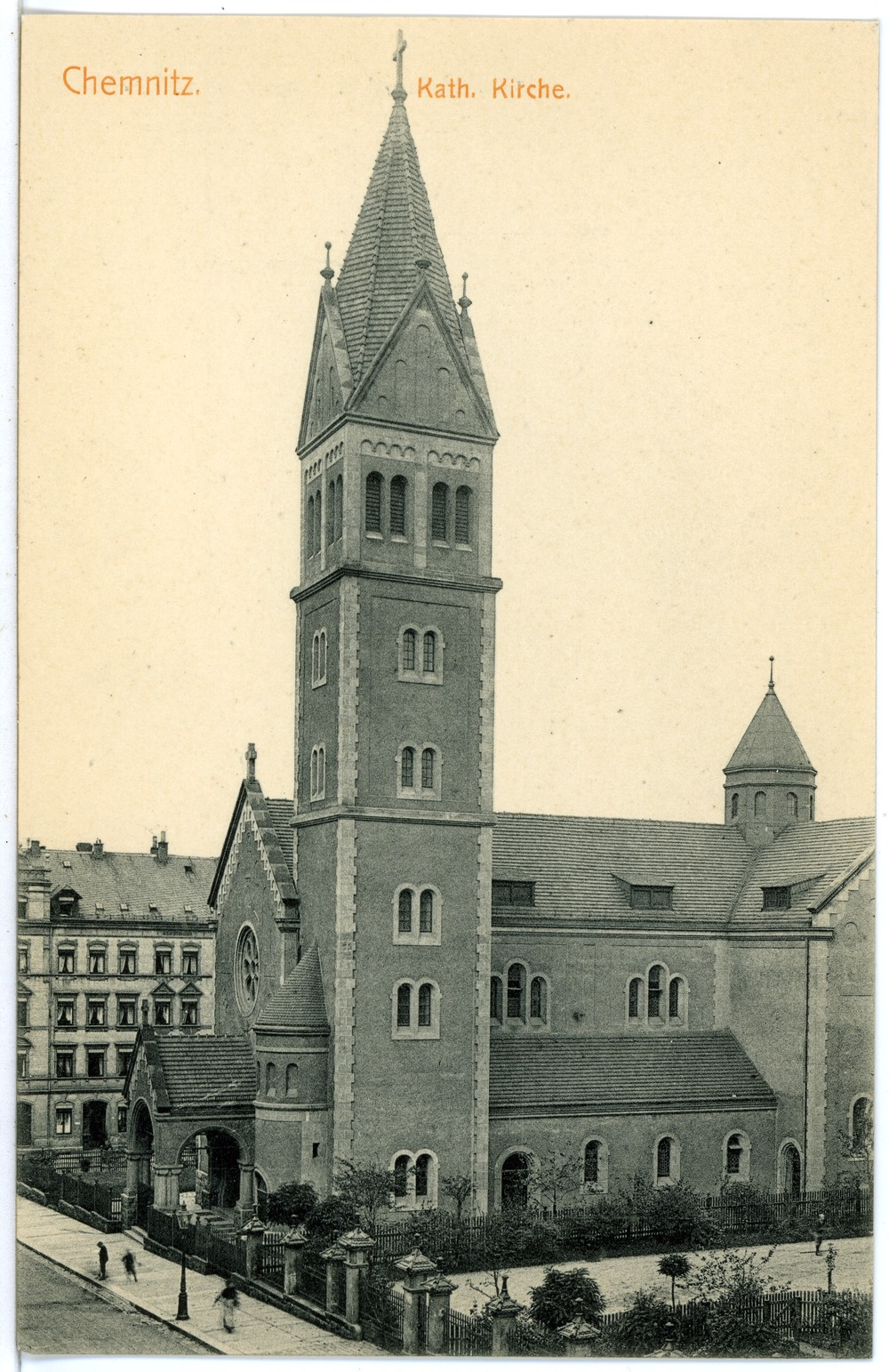
Ansichtskarte der Kirche von 1913

Durch die ab 1539 in Chemnitz durchgeführte Reformation wurden die Bevölkerung und die Kirchen von Chemnitz im 16. Jahrhundert lutherisch.
Nachdem sich im Zuge der Industrialisierung wieder eine größere Zahl von Katholiken in Chemnitz angesiedelt hatte und die 1828 gegründete erste katholische Gemeinde auf über 10.000 Mitglieder angewachsen war, erfolgte im April 1904 auf dem Sonnenberg die Gründung einer zweiten katholischen Pfarrei, zunächst als Chemnitz II, seit 1922 als St. Joseph bezeichnet. Der Sonnenberg war ein Gründerzeitviertel mit einer größeren Zahl an Industriebetrieben. Die Gottesdienste fanden zunächst in der Turnhalle der bereits am 4. Januar 1904 eingeweihten katholischen Schule statt, Paul Katzschmann war der erste Pfarrer der neuen Pfarrei.
Von 1907 bis 1909 wurde an der damaligen Alexanderstraße neben der katholischen Schule die St.-Joseph-Kirche erbaut. Am 3. August 1907 erfolgte durch Pfarrer Paul Katzschmann der erste Spatenstich für den Kirchbau, und am 13. Oktober 1907 legte Bischof Aloys Schäfer den Grundstein. Am 16. Mai 1909 erfolgte durch Bischof Aloys Schäfer die Kirchweihe.
1907/08 wurde das Pfarrhaus erbaut, und 1914 bekam die Kirche ihre ersten Glocken. 1936 folgte nach Plänen des Architekten Willy Schönefeld der Bau eines Gemeindesaales, der am 2. Mai 1937 eingeweiht wurde. Den Zweiten Weltkrieg hat die Kirche fast unbeschadet überstanden.
Am 22. April 2018 erfolgte die Gründung der heutigen Pfarrei Heilige Mutter Teresa Chemnitz, zu der neben der St.-Joseph-Kirche in Chemnitz auch die Maria-Hilf-Kirche, die St.-Antonius-Kirche, die St.-Franziskus-Kirche und die St.-Johannes-Nepomuk-Kirche sowie in Frankenberg die St.-Antonius-Kirche und in Zschopau die St.-Marien-Kirche gehören.

## Lage, Architektur und Ausstattung
Die nach Plänen des Architekten Hanns Paul Wingen erbaute Kirche steht an der Ecke Ludwig-Kirsch-Straße / Markusstraße. Die Alexanderstraße war 1951 in Ludwig-Kirsch-Straße umbenannt worden. Ludwig Kirsch war von 1935 bis zu seinem Tod 1950 der zweite Pfarrer der Pfarrei.
Der Grundriss der neoromanischen Basilika hat die Form eines lateinischen Kreuzes, der Kirchturm steht an der Südostecke der Kirche.
Die beiden Weltkriege hat nur eine Glocke überstanden, die anderen Glocken mussten für Kriegszwecke abgeliefert werden. Die heutigen Glocken wurden in der Glockengießerei Schilling & Lattermann gegossen.
Auch das Innere der Kirche ist im Stil der Neuromanik gehalten. Die Buntglasfenster zeigen unter anderem die Heiligen Elisabeth von Thüringen und Jeanne d’Arc, sowie die Kreuzigungsgruppe und die Ausgießung des Heiligen Geistes auf Maria und die zwölf Apostel.
Der Hochaltar zeigt Szenen aus dem Leben des heiligen Joseph. Die beiden großen Darstellungen zeigen links die Verlobung von Maria und Joseph vor dem Hohepriester, und rechts den Tod Josephs. Der Ambo ist mit den Evangelistensymbolen geschmückt, die von der früheren Kanzel der Kirche stammen: der Mensch für Matthäus, der Löwe für Markus, der Stier für Lukas und der Adler für Johannes. Vor einer Statue des Schmerzensmannes können Opferkerzen aufgestellt werden. Eine weitere Statue stellt Maria mit dem Jesuskind dar. An den Wänden der beiden Seitenschiffe hängen 14 Kreuzwegstationen.
Die Orgel wurde 1936 von den Orgelbauern Alfred und Reinhard Schmeisser angefertigt, sie ist noch weitgehend im Originalzustand erhalten und wurde 2021 nach umfangreichen Restaurierungsarbeiten wieder eingeweiht. Das Instrument hat 26 Register auf zwei Manualwerken und Pedal.